# Меган Рапино
Меган Рапино (енгл. Megan Rapinoe; Рединг, 5. јул 1985) бивша је америчка фудбалерка. Наступала је најдуже за фудбалски клуб Рејн из Сијетла. Наступала је и за репрезентацију у Светском првенству 2015., 2011. и 2019. године као и на Олимпијским играма 2012. године.
На Олимпијским играма 2012. године је освојила злато са својом репрезентацијом.

## Каријера
Док је била у средњој школи, играла је за тимове у којима је њен отац био тренер.
У периоду од 2002—2005, играла је за Сакраменто Прајд заједно са њеном сестром близнакињом Рејчел.
Играла је 2004. године за репрезентацију на Светском првенству за жене млађе од 19 година где је репрезентација САД освојила треће место.
Године 2009. је почела да игра професионално у највишој лиги за жене у Америци.
Тренутно наступа за клуб Рејн из Сијетла.

## Приватни живот
Меган је позната и као активисткиња за припаднике ЛГБТ+ заједнице пошто се и сама, 2012. године, изјаснила као лезбијка  у једном интервјуу за магазин Аут. У вези је са кошаркашицом Сју Берд.